# Drapelul Bălțiului
Drapelul Bălțiului a fost elaborat în 2006, în baza proiectului de stemă de către Comisia Națională de Heraldică din Republica Moldova. Inițial au fost propuse patru proiecte de drapel pentru aprobare Consiliului Municipal Bălți .

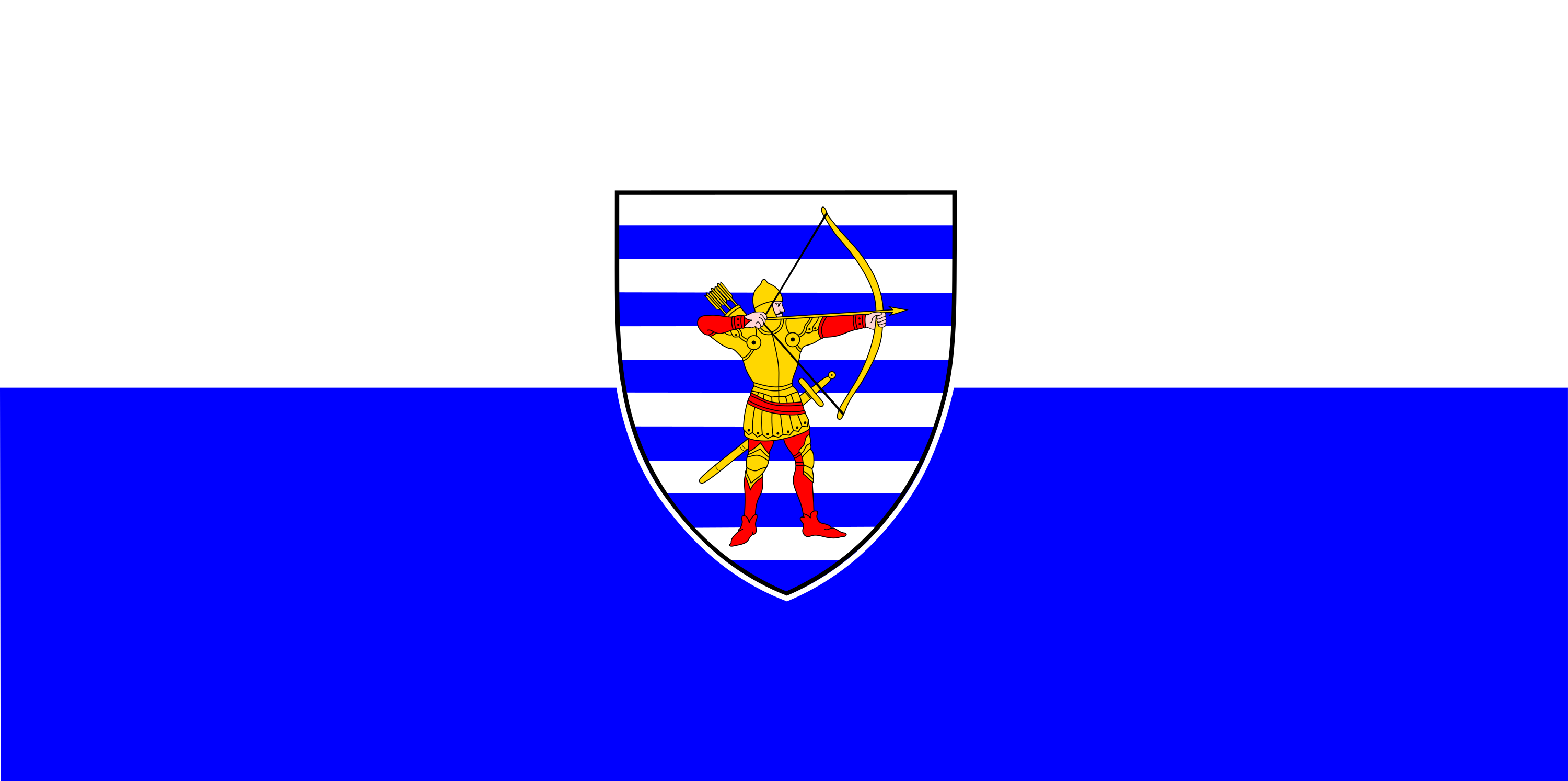
Primul drapel al Bălțiului, 2006

Proiectul A reprezentă o pânza dreptunghiulară (1x 2) fasciată în douăsprezece brâie, albe și negre, alternându-se, și având în mijloc un arcaș în picioare, cu fața și mâinile de carnație, purtând straie și încălțări roșii, armură galbenă, spadă la șold și tolbă cu săgeți în spate, de aceeași culoare, și trăgând spre senestra dintr-un arc, de asemenea galben.

Proiectul B reprezentă o pânză dreptunghiulară (1 x 2) despicată; ghidantul fasciat în douăsprezece brâie, albe și negre, alternându-se, și având în mijloc un arcaș în picioare, cu fața și mâinile de carnație, purtând straie și încălțări roșii, armură galbenă, spadă la șold și tolbă cu săgeți în spate, de aceeași culoare, și trăgând spre senestra dintr-un arc, de asemenea galben; batantul alb plin.

Proiectul C reprezentă o pânză dreptunghiulară (1 x 2), albă, purtând în mijloc un disc (01/2 h) negru, încărcat cu un arcaș în picioare, cu fața și mâinile de carnație, purtând straie și încălțări roții, armură galbenă, spadă la șold și tolbă cu săgeți în spate, de aceeași culoare, și trăgând spre senestra dintr-un arc, de asemenea galben.

Proiectul D reprezentă o pânză dreptunghiulară (1 x 2), tăiată aibă și negru și purtând în mijloc un scut heraldic cu armele municipiului Bălți: dungat de douăsprezece piese, alb și negru, peste care broșează un arcaș în picioare, cu fața și mâinile de carnație, purtând straie și încălțări roșii, armură galbenă, spadă la șold și tolbă cu săgeți în spate, de aceeași culoare, și trăgând spre senestra dintr-un arc, de asemenea galben.
La ședința Consiliului Municipal Bălți din 30 martie 2006, consilierii au optat pentru Proiectul D, dar cerând substituirea culorii negre cu cea albastră. Astfel, noul drapel al municipiului Bălți, care este de fapt și primul în istoria sa, reprezintă: 
O pânză dreptunghiulară (1 x 2), tăiată alb și albastru și purtând în  mijloc un scut heraldic (înalt de 1/2 h a pânzei) cu stema mică a municipiului Bălți: dungat de douăsprezece piese, alb și albastru, peste care broșează un arcaș în picioare, cu fața și mâinile de carnație, purtând straie și încălțări roșii, armură galbenă, spadă la șold și tolbă cu săgeți în spate, de aceeași culoare, și trăgând spre senestra dintr-un arc, de asemenea galben .